# Barfodspark
En barfodspark er en park med speciel fokus på fødderne. Den vil typisk bestå af et længere system af stier, hvor underlaget skifter, eller der er indrammede områder med skiftende underlag. Underlaget kan eksempelvis bestå af:
- grus
- sten
- forskellige naturmaterialer
- sand
- ler

## Formål
Formålet med en barfodspark er at kombinere en unik naturoplevelse med et sundhedsmæssige islæt. Barfodsgang stimulerer reflekszonerne under fødderne og sætter gang i kroppens kredsløb. Endvidere er barfodsgang god træning for fodens muskler, sener og led.
Ofte vil en barfodspark indeholde elementer af den tyske Kneipp-terapi, f.eks. i form af et koldtvandssoppebassin eller Kneipp-slanger til afkøling af arme og ben. Dette er ligeledes med til at stimulere kroppens kredsløb.